# Тумази
Тумази (рос. Тумазы) — присілок у Подпорозькому районі Ленінградської області Російської Федерації.
Населення становить 7 осіб. Належить до муніципального утворення Вінницьке сільське поселення.

## Історія
Згідно із законом від 1 вересня 2004 року № 51-оз належить до муніципального утворення Вінницьке сільське поселення.

## Населення
| 1873 | 1905 | 1958 | 1965 | 1997 | 2007 | 2010 |
| ---- | ---- | ---- | ---- | ---- | ---- | ---- |
| 91   | ↗185 | ↘139 | ↗141 | ↘10  | ↘1   | ↗7   |